# Aurinh
Aurinh (francès Aurin) és un municipi occità del Lauraguès en el Llenguadoc, en el departament de l'Alta Garona, a la regió d'Occitània.